# Missé
Missé est une commune déléguée du centre-ouest de la France située dans le département des Deux-Sèvres en région Nouvelle-Aquitaine.

## Géographie
Implantée des deux côtés du Thouet, la commune de Missé se situe au nord du département des Deux-Sèvres. À vol d'oiseau, elle n'est située qu'à trois kilomètres au sud-est de Thouars. 

## Histoire
Le 1er janvier 2019, la commune — avec Mauzé-Thouarsais et Sainte-Radegonde — est absorbée par Thouars qui devient une commune nouvelle à la suite d'un arrêté préfectoral du 30 octobre 2018.

## Politique et administration
| Période      | Période   | Identité        | Étiquette | Qualité                          |
| ------------ | --------- | --------------- | --------- | -------------------------------- |
| janvier 2019 | juin 2020 | Christian Mille |           | Retraité de la fonction publique |
| juin 2020    | en cours  | Fabien Fort     |           | Ambulancier - SAMU               |

| Période                                  | Période       | Identité               | Étiquette | Qualité                          |
| ---------------------------------------- | ------------- | ---------------------- | --------- | -------------------------------- |
| Les données manquantes sont à compléter. |               |                        |           |                                  |
| 1983                                     | 2001          | Jacques Bichon         |           |                                  |
| 2001                                     | 2003          | Christiane Baudron     |           |                                  |
| 2004                                     | mars 2014     | Christine Gorry-Bardot |           | Agent administratif              |
| mars 2014                                | décembre 2018 | Christian Mille        |           | Retraité de la fonction publique |

## Population et société

### Démographie
L'évolution du nombre d'habitants est connue à travers les recensements de la population effectués dans la commune depuis 1793. Pour les communes de moins de 10 000 habitants, une enquête de recensement portant sur toute la population est réalisée tous les cinq ans, les populations de référence des années intermédiaires étant quant à elles estimées par interpolation ou extrapolation. Pour la commune, le premier recensement exhaustif entrant dans le cadre du nouveau dispositif a été réalisé en 2006.

En 2016, la commune comptait 828 habitants, en évolution de −4,06 % par rapport à 2010 (Deux-Sèvres : +0,18 %, France hors Mayotte : +2,11 %).
| 1793 | 1800 | 1806 | 1821 | 1831 | 1836 | 1841 | 1846 | 1851 |
| ---- | ---- | ---- | ---- | ---- | ---- | ---- | ---- | ---- |
| 699  | 760  | 718  | 722  | 744  | 707  | 692  | 674  | 701  |

| 1856 | 1861 | 1866 | 1872 | 1876 | 1881 | 1886 | 1891 | 1896 |
| ---- | ---- | ---- | ---- | ---- | ---- | ---- | ---- | ---- |
| 702  | 712  | 668  | 641  | 647  | 655  | 628  | 608  | 589  |

| 1901 | 1906 | 1911 | 1921 | 1926 | 1931 | 1936 | 1946 | 1954 |
| ---- | ---- | ---- | ---- | ---- | ---- | ---- | ---- | ---- |
| 588  | 567  | 574  | 477  | 502  | 524  | 525  | 515  | 563  |

| 1962 | 1968 | 1975 | 1982 | 1990 | 1999 | 2006 | 2011 | 2016 |
| ---- | ---- | ---- | ---- | ---- | ---- | ---- | ---- | ---- |
| 530  | 487  | 487  | 682  | 806  | 827  | 850  | 855  | 828  |

### Sports
Le FC Saint Jean Missé est le club de football des communes de Saint-Jean-de-Thouars et Missé. 
Actuellement l'équipe phare évolue en 3e division. Deux autres équipes viennent compléter la catégorie senior. Chez les jeunes, toutes les catégories sont représentées, ce qui constitue une chance pour l'avenir du club.

## Culture locale et patrimoine

### Lieux et monuments
- Le cirque de Missé, site naturel formé par un méandre encaissé du Thouet.
- Le château de Marsay, XVIIe et XVIIIe siècles, inscrit aux monuments historiques, appartint à Madame de Montespan. Il possède une chapelle dans une tour, un pigeonnier, une poterne encadrée de deux tours.
- L'ancien moulin du XVe siècle appelé château de Missé, inscrit aux monuments historiques, a servi de discothèque avant de fermer en 2009[7].
- Le long de la route menant à Saint-Jean-de-Thouars, on peut apercevoir les ruines d'un ancien moulin à vent.

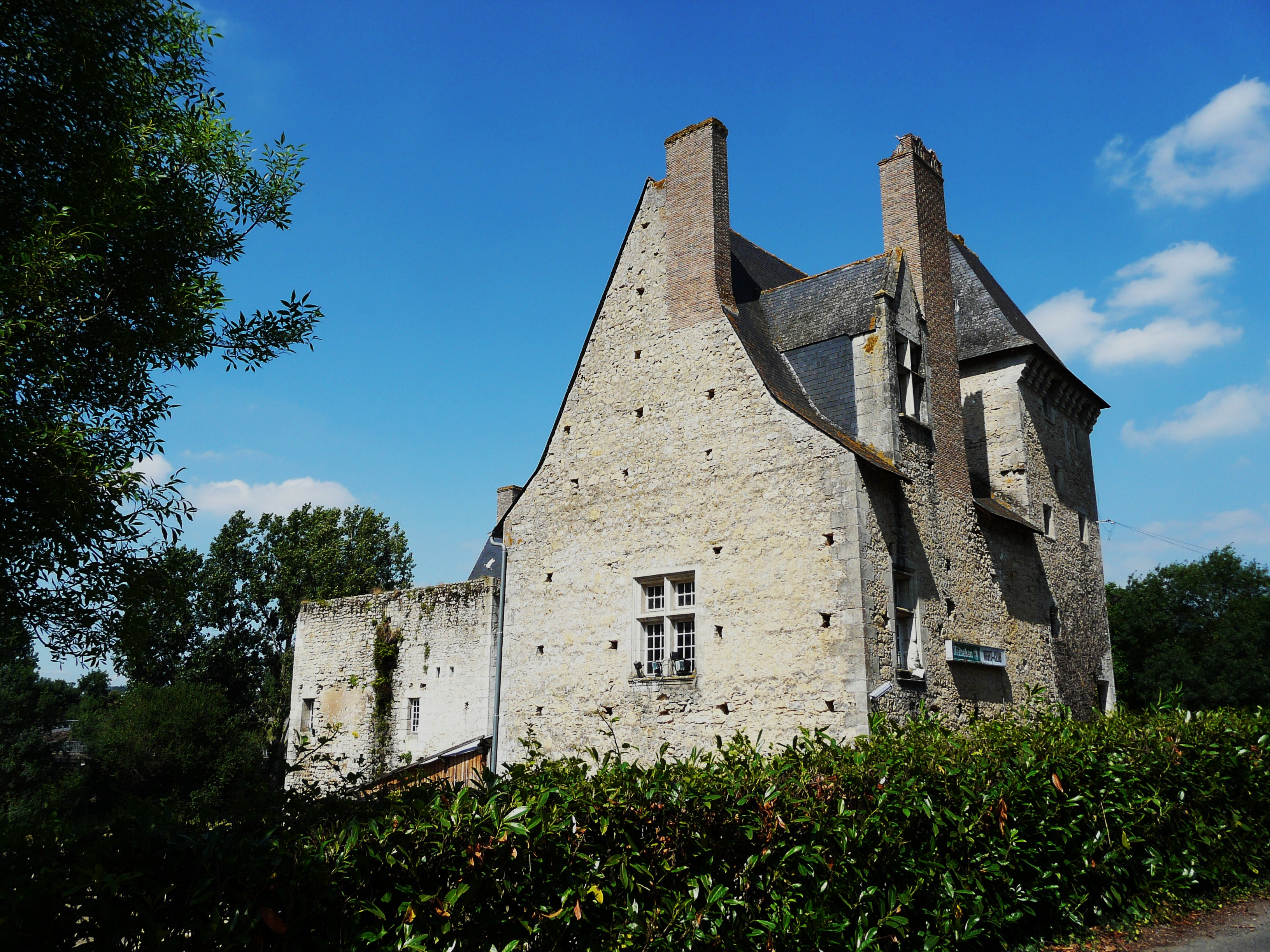
Le château de Missé (ancien moulin).
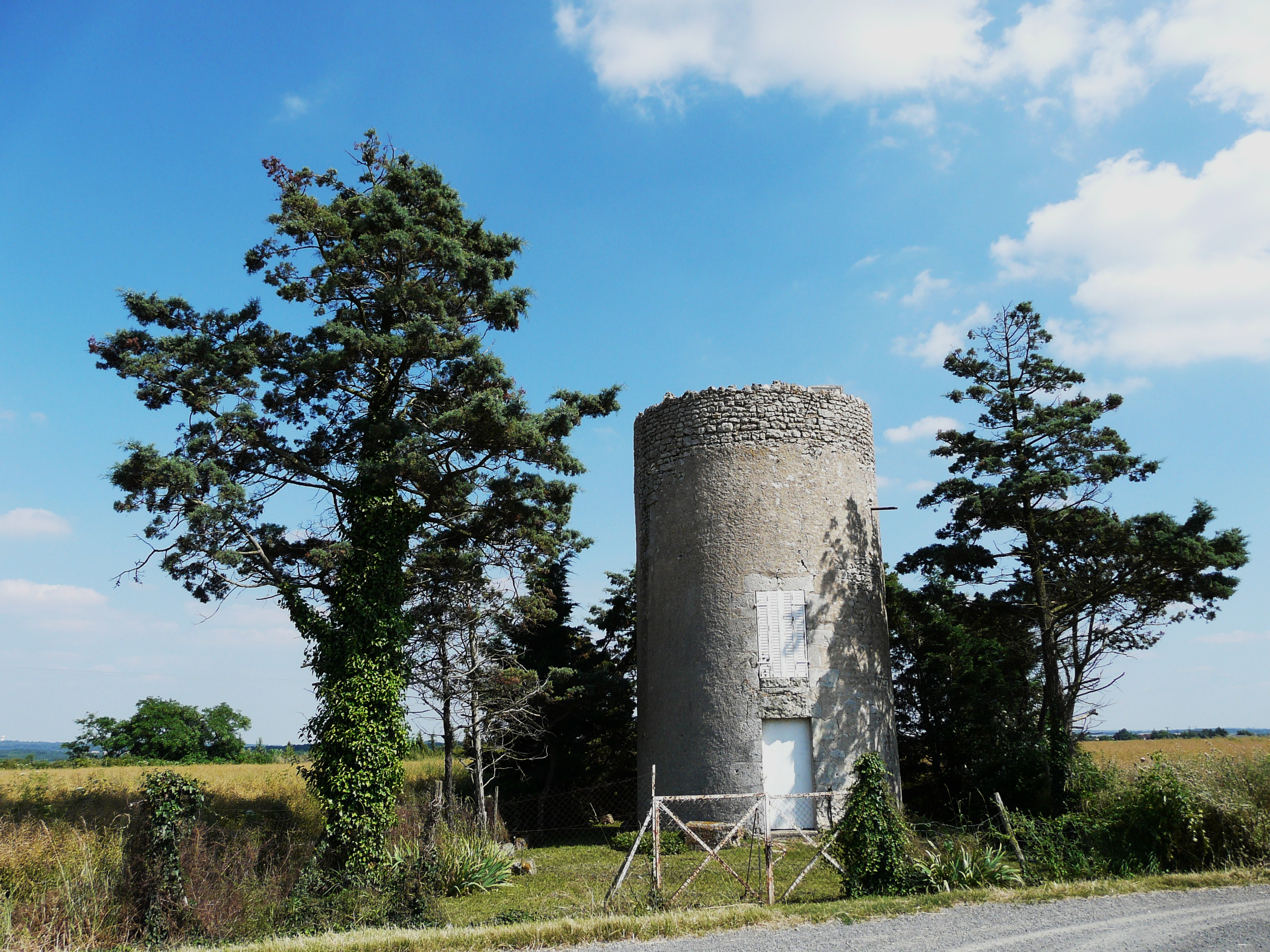
L'ancien moulin à vent.

- L'église Saint-Pierre qui date du Xe siècle a été restaurée au XIXe siècle.

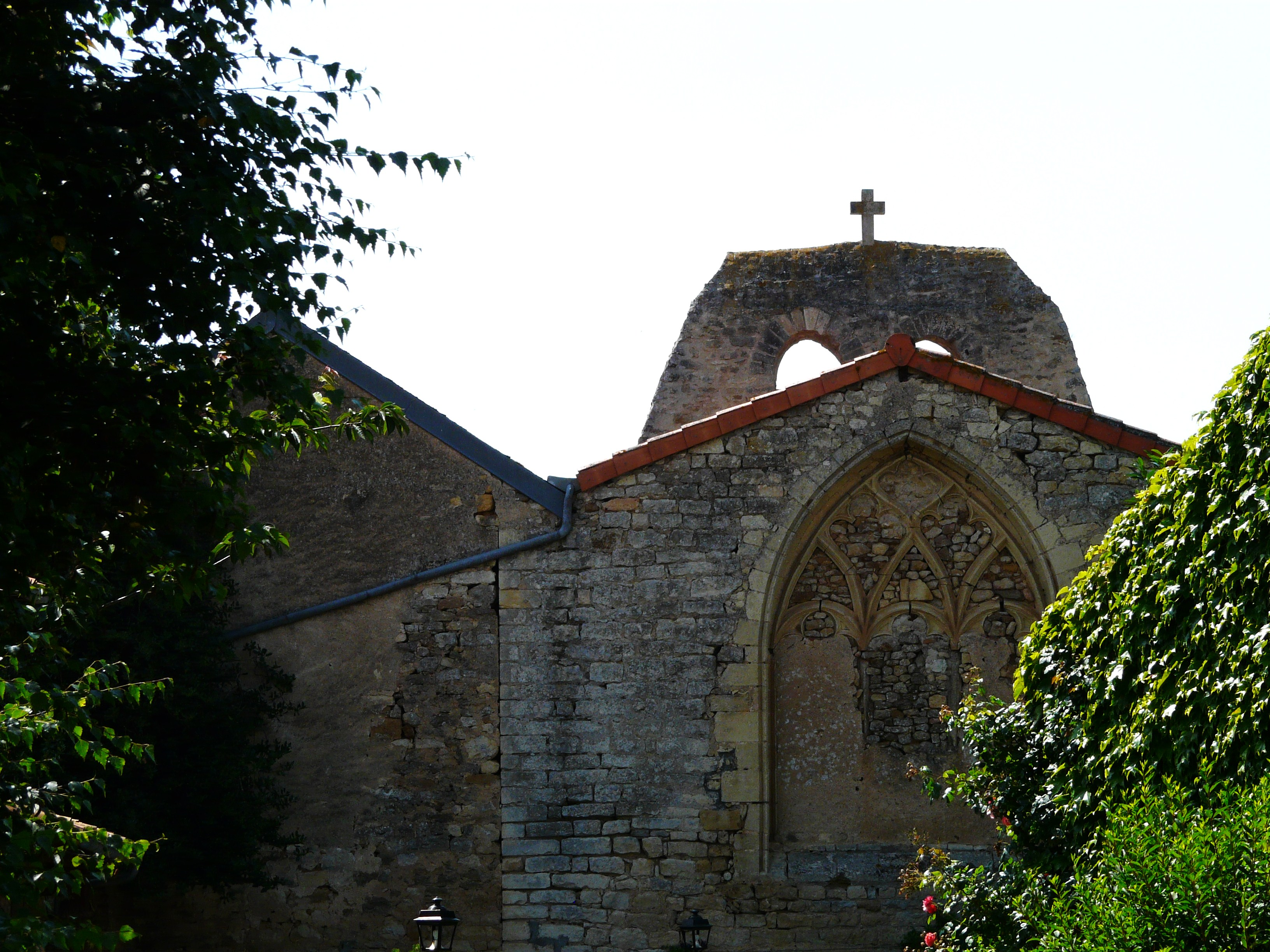
L'église Saint-Pierre.
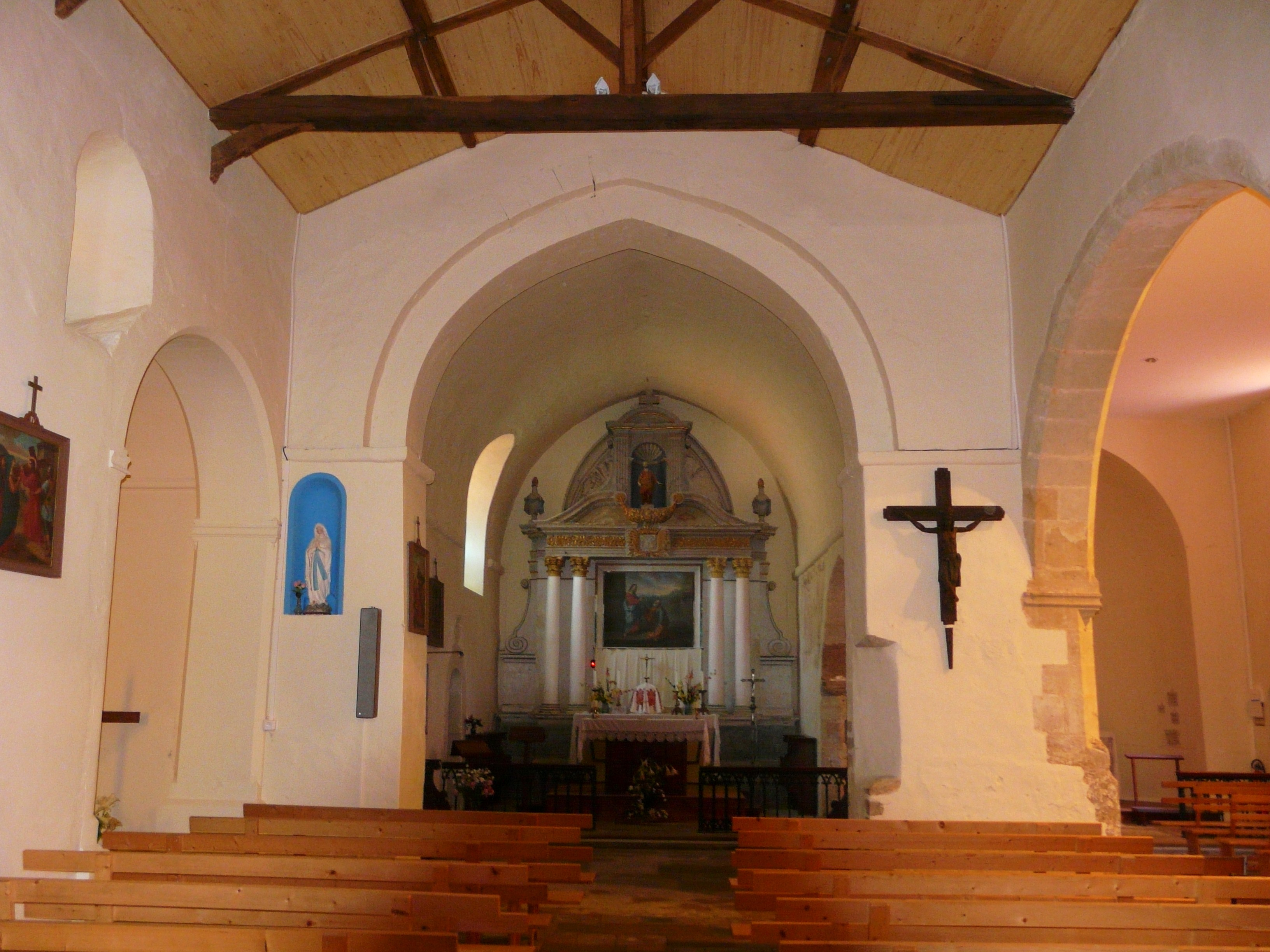
La nef et le retable.

- La commune de Missé a également abrité Louis XI dans un logis de chasse érigé par le seigneur local, Louis de Beaumont, en échange d'une exonération d'impôt de ses moulins. La maison existe toujours aujourd'hui, et est une propriété privée.

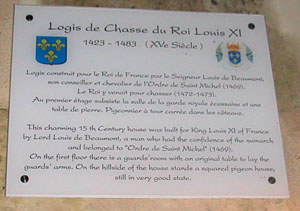
Panneau d'information du Logis de chasse.

### Personnalités liées à la commune
- Famille Beaumont-Bressuire.
- Antoine Pineau (Pinot) Co-Animateur de Bruno Dans La Radio sur Fun Radio avec Bruno Guillon

### Anecdotes et légendes autour de la commune
Une légende raconte que sur la commune de Missé, plus précisément au château de Marsay, un seigneur local aurait eu en sa possession la mule du Diable, ne devant pas être nourrie (ou alors avec des épines, selon une autre version de cette légende), jusqu'au jour où une personne enfreint cette règle, permettant à la mule de retourner en enfer rejoindre le Diable,.